# Dmitri Gawrilowitsch Lewizki

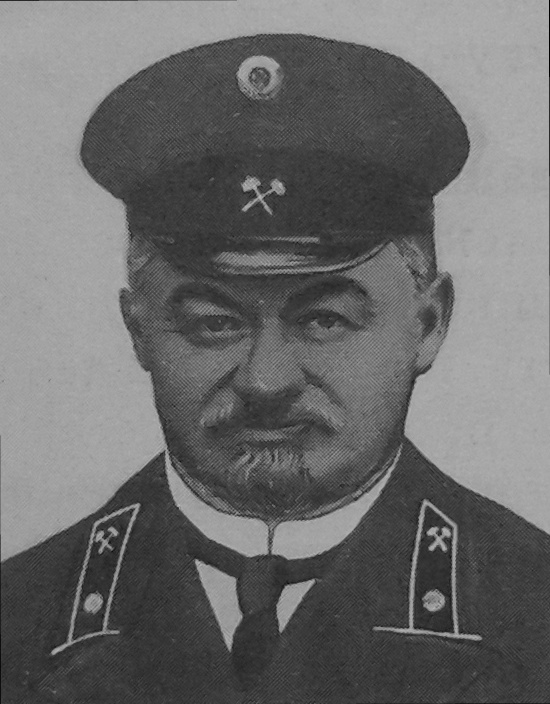
Dmitri Gawrilowitsch Lewizki (1916)

Dmitri Gawrilowitsch Lewizki (russisch Дмитрий Гаврилович Левицкий; * 1873 in Odessa; † 23. November 1935 in Stalino) war ein russischer Bergbauingenieur.

## Leben
Lewizki besuchte das Odessaer Richelieu-Gymnasium (Abschluss 1891) und studierte dann an der Kaiserlichen Neurussischen Universität in Odessa (Abschluss 1895) und am St. Petersburger Bergbau-Institut (Abschluss 1901). Darauf arbeitete er zunächst in der Odessaer Stahlgießerei und dann in der Perekoper Salzgewinnung im Gouvernement Taurien.
1904 ging Lewizki ins Donbass und arbeitete als leitender Bergbauingenieur in den Bergwerken des heutigen Donezk. Er war Leiter der Makarjew-Grube des Rykowski-Bergwerks, in der sich im Juni 1908 die größte Bergwerkskatastrophe mit 274 toten Bergleuten ereignete. Nach einer Methan- und Kohlenstaubexplosion war es zu einem Grubenbrand gekommen. Unter Einsatz seines Lebens führte Lewizki, ausgehend vom Dynamitlager, die Löscharbeiten an und rettete Dutzende von Bergleuten. Bei dem anschließenden Gerichtsprozess wurde er aufgrund seines selbstlosen Einsatzes nur zu einigen Monaten Arrest verurteilt.
Ende 1908 wurde Lewizki entsprechend seinen eigenen Wünschen vom Rat der Bergbau-Industrievertreter Südrusslands zum Leiter der ersten 1907 von Iossif Iossifowitsch Fedorowitsch gegründeten Zentralen Rettungsstation in Makijiwka ernannt. Er widmete sich vollständig dem Rettungswesen und konzentrierte sich auf die Verhinderung von Gasexplosionen und Staubexplosionen in Bergwerken. Um die ausländischen Erfahrungen zu nutzen, besuchte er Österreich-Ungarn, Deutschland, Belgien, England und Frankreich. Er baute die Zentrale Rettungsstation aus und organisierte Schulungskurse im gesamten Donbass.  1911 entwickelte er das Atemschutzgerät Makejewka, das Flüssigsauerstoff benutzte. Aufgrund eines kritischen Artikels Lewizkis in einer englischen Zeitschrift änderte die deutsche Firma Dräger die Konstruktion ihres Atemschutzgeräts. Aufgrund der 1914–1915 gewonnenen Ergebnisse einer seit 1910 von Lewizki und Nikolai Nikolajewitsch Tschernizyn geleiteten Untersuchung der Explosivität von Grubengas und Kohlenstaub wurden 24 Kohleflöze als gefährdet anerkannt.
Lewizki gründete Zentrale Rettungsstationen und Gruppen von Rettungsstationen im Donbass, im Krywbas, im Kiseler Kohlebecken (Kiselbass) und in Anschero-Sudschensk im Kusbass. Er machte die Zentrale Rettungsstation Makijiwka zu einem Forschungslaboratorium für alle Fragen der Arbeitssicherheit in Bergwerken, zu dem eine meteorologische Station, ein Gasanalyse-Laboratorium und eine seismologische Station unter Beteiligung Tschernizyns gehörten. Immer wieder beteiligte er sich persönlich an Rettungsaktionen bei Bergwerksunglücken, so auch im März 1912 bei der Katastrophe in der Grube Italjanka in Makijiwka. 1916 verließ Lewizki aus Altersgründen den Rettungsdienst. Leiter der Zentralen Rettungsstation Makijiwka wurde 1919 Boleslaw Friedrichowitsch Grindler.
Nach der Oktoberrevolution arbeitete Lewizki in Geschäftsführungen der Steinkohleindustrie in Charkow. Ab 1927 arbeitete er im Sicherheitsbüro des Kohle-Trusts Donugl. 1931 wurde er wissenschaftlicher Leiter des Stalinoer Kohleforschungsinstituts. Für seine langjährige erfolgreiche wissenschaftliche Arbeit erhielt er den Ehrentitel Vollmitglied des Instituts.